# 滑雪模擬器
滑雪模拟器是滑雪者和单板滑雪者用於滑雪訓練的一個训练系统。滑雪模擬器具有便携性的优势，它們可以放在室内，允许滑雪者在任何季节都能训练。